# أسلوب النقل اللاتزامني
أسلوب النقل اللاتزامني (بالإنجليزية: ATM) هو تقنية نقل البيانات فائقة السرعة لسرعات تصل 100 ميجا بت \ثانية من خلال تحويل الرزم (packet switching) والتحكم في المهلات (delay)، ويمكنه نقل كافة أنواع البيانات (الصوت والفيديو والبيانات) ويستخدم رزما ثابتة الحجم تعرف باسم (الخلايا cells)، وتتكون الخلية من 53 بايت تنقسم إلى قسمين:
5 بايتات لرأسيات الرزمة (Header) (التي هي بيانات عناوين المصدر (source) والمقصد (destination) وبيانات التحكم والتوقيت المطلوبة من أجل نقل البيانات بنجاح.
و48 بايت للحمولة النافعة (payload) التي هي البيانات المطلوب نقلها سواء كانت في صورة صوت أو فيديو أو مجرد بيانات. وهذه التقنية من أحدث أنواع تراسل البيانات ولها مجموعة من البروتوكولات وأيضا هذه التقنية لا تهتم كثيرا أو لا تدعم بتصحيح الاخطاء لان برمجيات الأجهزة المرتبطة بها كفيلة بذلك.
وهو يعتير النطاق العريض من حزمة الخدمات الرقمية المتكاملة (B-ISDN)، والنطاق الضيق من هذه الخدمات (N-ISDN) أو ما تسمي بـ (FRAME RELAY).
إن وضع النقل لا متزامن هو تكنولوجيا رقمية إلكترونية لنقل المعلومات. ويستخدم هذا الوضع كبروتوكول اتصالات، وتم تطويره لأول مرة في وسط الثمانينات. وكان الهدف هو تصميم أسلوب للاتصالات يتمكن من نقل المؤتمرات بالصوت والصورة مباشرةً، بالإضافة إلى الصور، والنصوص والرسائل الإلكترونية. واشترك كل من الإتحاد الدولي للاتصالات ومنتدى وضع النقل غير المتزامن في وضع المعايير الخاصة بهذا النمط.
ويعد نمط النقل لا متزامن طريقة نقل مجمعة تستخدم تقنيات الإرسال المتعدد بالتقسيم الزمني. كما يحول هذا النظام البيانات إلى رموز وخلايا ذات حجم محدد (يعتمد على نظام الخلية)، ويُوفِّر خدمات أخرى تستند إلى الروابط الفيزيائية اتصال النظم المفتوحة Layer 1. ويختلف ذلك عن التقنيات التي تعتمد على شبكات الإنترنت (مثل بروتوكول الإنترنت أو الإيثرنت)، حيث يستخدم مجموعة ذات أحجام مختلفة (تعرف باسم أُطر البيانات عند الإشارة إلى الطبقة 2). ويشمل نظام النقل لا متزامن خصائص كل من شبكات التليفون والإنترنت، مما يسهل عملية نقل البيانات عبر الشبكات الكبيرة والنقل المباشر لوسائل الإعلام. كما أنه يستخدم وضع اتصالي موجَّه، ويكون دائرة كهربائية فعلية بين نقطتين قبل أن يبدأ الانتقال الفعلي للبيانات.
ويعد هذا النظام بروتوكول رئيسي يُستخدم في البروتوكولات الأساسية الخاصة بالشبكة العامة لتحويل الهاتف مثل: الشبكات الضوئية المتزامنة (SONET) والهرمية الرقمية المتزامنة (SDH).

## طبقات أسلوب النقل اللاتزامني
1. ATM هذه الطبقة تشمل وظائف الطبقة الثانية والثالثة في النظام القياسي...
2. AAL أما هذه الطبقة قهي تشمل وظائف الطبقة الرابعة والخامسة والسادسة في النظام القياسي.

أما الطبقة الأولى التطبيقات فهي كما هي تخص التطبيقات والطبقة السابعة الفيزيائية هي الأخرى كما هي لأنها تخص وسائل الاتصال بالقنوات ووسائل الاتصال.

## مميزات تكنولوجيا النقل لا متزامن وعيوبها
حققت تلك التكنولوجيا نجاحاً كبيراً عندما استخدمها العديد من شركات الاتصالات في الشبكات العريضة (WAN). كما تستخدم شركات خدمة خط الإشراك الرقمي غير المتماثل (خط اشتراك رقمي غير متماثل) هذه التكنولوجيا أيضاً. بينما فشل نظام الATM في الاستخدام كتقنية للشبكات محلية (شبكة محلية). ولم يستخدم كتقنية الشبكات الموحدة كما كان الهدف من اختراعه بسبب تعقيده. وبما أنه سيظل هناك كل من تكنولوجيا طبقة وصل البيانات والتكنولوجيا الحديثة في مجال الشبكات المحلية، لن تتناسب كل هذه التقنيات مع نظام التشبيك الضوئي المتزامن الذي صُمِّمَ نظام الATM من أجله. ومن هنا تأتي الحاجة إلى بروتوكول يستطيع تقديم طبقة موحَّدة لطبقات الوصل التي تعمل بنظام الـATM والتي لا تعمل به، حيث أن نظام الـATM لا يستطيع القيام بهذا الدور. يقوم بروتوكول الإنترنت بهذا الدور، وبالتالي لا جدوى من استخدام الATM في طبقة الشبكات.
وبالإضافة إلى ذلك، انخفضت الحاجة إلى الخلايا للحد من الاهتزازات مع زيادة سرعة النقل (أنظر أدناه)، وجعلت تحسينات الاتصالات الصوتية عبر الإنترنت (VolP) تبادل الحديث والبيانات ممكناً عبر طبقة بروتوكول الإنترنت، مما يلغي فكرة أهمية وجود الATM في كل مكان. وتخطط معظم شركات الاتصالات now لدمج أنشطة الشبكة الصوتية الخاصة بها مع شبكات بروتوكول الإنترنت.
إن نظام التبديل متعدد البروتوكولات باستخدام المؤشرات التعريفية (تبديل متعدد البروتوكولات باستخدام المؤشرات التعريفية)هو بروتوكول يعمل من خلال الطبقة 2، وهو يستخدم أفكار تكنولوجية كثيرة مقتبسة من الATM. بينما يظل تظام الATM مستخدماً بشكل كبير كخدمة تضميم في شبكات الخط المشترك الرقمي، حيث أن أساليبه تناسب احتياجات معدل البيانات المنخفض لشبكات الDSL. تدعم شبكات الDSL بروتوكول الإنترنت (وخدمات بروتوكول الإنترنت مثل الVolP) من خلال بروتوكول من نقطة لنقطة والإثرنت (RFC 2684).
وسيظل نظام الATM مستخدماً في الروابط عالية السرعةfor some time، حيث تُثَبِّت الحوامل مكانها بحسب استخدامات الATM المتاحة. ويستخدم الATM هنا من أجل توحيد حركة نقل البيانات التي تعتمد على نظام الPDH/تشبيك ضوئي متزامن ونظام المجموعات لتكوين بنية تحتية مفردة. ومع ذلك، يواجه نظام الATM تحديات متزايدة بسبب متطلبات السرعة ونقل البيانات لتغطية الشبكات. ويؤثر تعقيد نظام الاقتطاع وإعادة التجميع (SAR) سلباً على الأداء، حيث أن أسرع (SAR) معروف يعمل بسرعة 10 Gbit/s، كما أنه يتمتع بقدرات محدودة لنقل البيانات. ويبدو أن تطبيقات الجيجابايت إثرنت (10Gbit-إيثرنت، Metro Ethernet) محل الATM في استخدامات الشبكات العريضة.
وزادت الرغبة في استخدام نظام الATM المحلي لنقل ملفات الصوت والصورة مباشرةً.recently وفي هذه البيئات، يتطلب وجود خدمات ذات كمون منخفض وجودة عالية جداً لمعالجة نقل ملفات الصوت والفيديو. ومن ثم يتم وضع معايير معينة لتحقيق هذا الهدف مثل [[AES47 (IEC 62365)|AES47 (IEC 62365)]]، والتي توفِّر معياراً لنقل ملفات الصوت المضغوطة عبر نظام الATM. ويجب مقارنة ذلك بنقل ملفات الفيديو عبر بروتوكول الإنترنت.

## بنية خلية الATM
تتكون خلية الATM من عنوان بحجم 5 بايت، وحمولة بحجم 48 بايت. تم اختيار حجم الحمولة ال48 بايت على النحو المبين أعلاه ("لماذا الخلايا؟").
يحدد نظام الATM شكلين مختلفين من الخلايا: NNI (الوسيط بين الشبكة والشبكة الأخرى)، والمجلس الوطني الإيطالي لتوحيد وحدات القياس (الوسيط بين الشبكة والمستخدم). وتستخدم معظم وصلات الATM نظام الUNI للخلية.
| 7                                           |     |     | 4   | 3   |     |     | 0   |
| GFC                                         | GFC | GFC | GFC | VPI | VPI | VPI | VPI |
| VPI                                         | VPI | VPI | VPI | VCI | VCI | VCI | VCI |
| VCI                                         |     |     |     |     |     |     |     |
| VCI                                         | VCI | VCI | VCI | PT  | PT  | PT  | CLP |
| HEC                                         |     |     |     |     |     |     |     |
| Payload and padding if necessary (48 bytes) |     |     |     |     |     |     |     |

| 7                                           |     |     | 4   | 3   |     |     | 0   |
| VPI                                         |     |     |     |     |     |     |     |
| VPI                                         | VPI | VPI | VPI | VCI | VCI | VCI | VCI |
| VCI                                         |     |     |     |     |     |     |     |
| VCI                                         | VCI | VCI | VCI | PT  | PT  | PT  | CLP |
| HEC                                         |     |     |     |     |     |     |     |
| Payload and padding if necessary (48 bytes) |     |     |     |     |     |     |     |

GFC تعنى التحكم في التدفق العام (4 بت) (الوضع الافتراضي: من 4 إلى صفر بت)
VPI تعنى معرف المسار الظاهري (8 بت UNI) أو (12 بت NNI)
VCI تعنى معرف القناة الظاهرية (16 بت)
PT تعنى نوع الحمولة (3 بت)
CLP تعني أولولية فقد الخلية (1 بت)
HEC تعنى التحكم في خطأ العنوان (8 بت CRC، متعدد الحدود = س8 + س2 + س + 1)
يستخدم نظام الATM مجال الPT لتعيين أنواع مختلفة من الخلايا الخاصة بأغراض العمليات، والإدارة، والصيانة (OAM)، بالإضافة إلى رسم حدود الحزم في بعض أنظمة الAAL.
تستخدم العديد من بروتوكولات وصلات الATM حقل الHEC لتكوين خوارزمية إطارية تعتمد على نظام الCRC، والتي تتيح بتحديد مكان خلايا الـATM دون الحاجة لأي أحمال ماعدا ما هو مطلوب لحماية العنوان. كما يستخدم الCRC بحجم ال8 بت لتصحيح أخطاء العناوين ذات البت الواحد، والكشف عن أخطاء العناويين ذات البت المتعدد. وعندما يتم اكتشاف أخطاء للعناويين ذات البت المتعدد، يتم إسقاط الخلايا الحالية والتالية حتى يتم العثور على خلية لا يحتوى عنوانها على أية أخطاء.
تحتفظ خلية الUNI بمجال الGFC لنظام تحكم دون الإرسال التعاقبي المتعدد للتدفق المحلي. ويهدف ذلك إلى السماح لعدة محطات تبادل الاتصال عبر شبكة واحدة، وذلك بنفس الطريقة التي يمكن لاثنين من هواتف الشبكة رقمية للخدمات المتكاملة الاشتراك في اتصال شبكة رقمية للخدمات المتكاملة ذات معدل أساسي واحد. يجب على الGFC الأربعة GFC بت أن تكون صفر في الوضع الافتراضي.
أنتجت خلية الNNI شكل مشابه للUNI بالضبط، إلا أنه تم إعادة مجال الGFC بحجم ال4 بت ليضاف إلى مجال الVPI، ليتسع نطاق الVPI إلى 12 بت. وبالتالي، يمكن لوصلة ATM واحدة تعمل بنظام الNNI معالجة ما يقرب من 2 12 VP وما يقرب من 2 16 VC. (وبالممارسة، تم حفظ بعض أرقام الVP والVC.)

### استخدام الخلايا
يدعم نظام الATM أنواع مختلفة من خدمات طبقات الATM. ويستخدم الAAL1 في خدمات الـconstant bit rate، ودائرة التقليد. كما يستخدم كل من الAAL4 والALL2 في خدمات الvariable bit rate VBR، بينما يستخدم الAAL5 للبيانات. ولا يتم ترميز الALL المستخدم داخل الخلية. ولكن يتم تجميعها في الأطراف طبقاً لكل رابطة من الروابط التي تم تنفيذها من خلال الحاسوب.
وأصبح أداء الشبكات أسرع بعد التصميم المبدئي لنظام الATM. تستغرق حزمة الإثرنت بحجم ال1500 بايت (12000 بت) 1.2 ميلي ثانية فقط لتنتقل عبر شبكة بصرية بسرعة 10 جيجا/ثانية، مما يقلل الحاجة إلى الخلايا الصغيرة لتقليل التغييرات الناتجة عن التنافس. ويعتقد البعض أن ذلك قد يبدِّل نظام الATM بنظام الإيثرنت في الشبكات الأساسية. ويجدر الإشارة بأن الروابط المتزايدة تُسرع من تلقاء نفسها، وهي لا تهديء من التغييرات الناتجة عن الانتظار قيد التنفيذ. كما أن الأجهزة التي تستخدم لتقديم خدمة التكيف لحزم الIP ذات السرعات المرتفعة تُعد مكلِّفة جداً. يجعل تقسيم وتجميع الجهاز نظام الATM أقل عرضة للمنافسة بالنسبة للIP أكثر منها للPacket Over SONET، وذلك عند سرعة الOC-3 أو أكثر. يعتبر أداء الSAR محدوداً، وذلك يعني أن أسرع برنامج يساعد على التواصل خلال شبكة الIP هو الOC12 - OC48 (STM4 - STM16)، بينما يمكن للPOS اعتبارًا من 2004 أن يعمل عند الOC-192 (STM64)، حيث من المتوقع أن ينتج سرعات أكبر في المستقبل.
وخلال الوصلات البطيئة (2 ميجابايت/ثانية وأقل)، يعتبر نظام الATM أفضل الأنظمة. ولذلك، تستخدم أنظمة خط اشتراك رقمي غير متماثل كثيرة نظام الATM كبقة متوسطة بين الphysical link layer، والLayer 2 protocol مثل البروتوكول النقطة إلى النقطة أو الإيثرنت.
ففي هذه السرعات البطيئة، يعد نظام الATM مفيداً للقيام بعمل دوائر منطقية متعددة في خلال وسط مادي موَّحد أو حاسوبي، على الرغم من وجود تقنيات أخرى مثل الMulti-link PPP، والإيثرنت لان افتراضيةs التي تعد اختيارية عند تطبيق نظام الخط المشترك الرقمي عالي السرعة. ويمكن استخدام الDSL كوسيلة من وسائل الوصول لشبكة الATM، مما يسمح لنقطة الDSL النهائية في مكتب الهاتف المركزي الاتصال بالعديد من شركات الإنترنت عبر شبكة الATM العريضة. , في الولايات المتحدة، سمح ذلك لشركات الDSL بتوفير خدماتهم للزبائن بطريقة أسهل. وبما أن نقطة انتهاء DSL يمكنها دعم العديد من شركات تقديم خدمات الإنترنت، تتطورت الفائدة الاقتصادية للDSL بشكل كبير.

## مفاهيم نظام الATM

### لماذا تستخدم الخلايا؟
تنخفض الإشارة الكلامية إلى مجموعات، ومن ثم تضطر إلى المشاركة في رابط ببيانات الانفجار (وهي مجموعة تحتوى على بيانات كثبرة). لا يهم إذا كان حجم مجموعة الإشارات الكلامية صغيراً، فهو دائماً ما يواجه مجموعات ذات أحجام كبيرة من البيانات. وقد يتعرض لتأجيلات كبيرة أثناء الشروط الطبيعية. ولذلك، يجب أن تحتوى جميع المجموعات ذات الحجم الصغير نفسه، وهو حجم الخلايا.
وبالتالي، استخدم مصممي نظام الATM خلايا صغيرة للبيانات لتقليل تفاوت مدة التأجيل إرسال البيانات التعاقبي المتعدد. يعتبر تقليل هذا التأجيل مهماً عند نقل الإشارات الصوتية، لأن عملية تحويل الصوت من الصيغة الرقمية إلى الصيغة التناظرية تستغرق وقتاً طويلاً إلى حدٍ ما. كما أن حزمة الترميز المستخدمة تحتاج إلى تيار للبيانات ذو مسافات متساوية. وعندما تصبح البيانات التالية غير متاحة عند الحاجة إليها، لا تجد حزمة الترميز خياراً سوى التخمين. وإذا جاءت البيانات متأخرة، لا يفيد ذلك في شيء لأنه قد مضى الوقت المحدد لتحويلها إلى إشارة.
وفي وقت تصميم نظام الATM، كان التشبيك الضوئي المتزامن بسرعة 155 ميغابت / ثانية (ذات حمولة 135 ميغابت / ثانية) يعتبر رابط شبكة بصرية سريع، بينما كان العديد من روابط الPDH للشبكة الرقمية بطيئة، حيث تتراوح سرعته بين 1.544 إلى 45 ميغابت/ثانية في الولايات المتحدة الأمريكية، و2 إلى 34 ميغابت/الثانية في أوروبا.
وطبقاً لهذا المعدل، يستغرق نقل بيانات بطول 1500 بايت (12000 بت) حوالي 77.42 ميكروثانية. وفي الروابط ذات السرعة المنخفضة مثل رابط 1.544 Mbit/s T1، قد تستغرق حزمة بيانات بحجم 1500 بايت فترة تصل إلى 7.8 ملي ثانية.
وقد تتجاوز مجموعة البيانات قيد التنفيذ فترة الـ7.8 مللي ثانية، وهذا بالإضافة إلى مجموعات البيانات الخاصة بالحزم الصغيرة التي من المنتظر تنفيذها. ولا يعد ذلك مقبولاً في حالة نقل البيانات الصوتية التي تحتاج إلى تغييرات قليلة في تيار البيانات التي تغذي حزمة الترميز، وذلك من أجل الحصول على صوت ذات جودة جيدة. يمكن للنظام الصوتي إنتاج ذلك الصوت عالي الجودة من خلال عدة طرق:
- وجود ذاكرة مؤقتة لإعادة تشغيل الملف الصوتي بين الشبكة وحزمة الترميز، بحيث تكون كافية لمساعدة حزمة الترميز للتغلب على جميع التغييرات التي تحدث للبيانات. يسمح ذلك بتنظيم تلك التغييرات، ولكن تأجيل تنفيذ البيانات الناتج عن المرور خلال الذاكرة المؤقتة قد يتطلب موانع لصدى الصوت حتى في الشبكات المحلية; كان ذلك باهظ الثمن في ذلك الوقت. كما يمكن أن يؤدي ذلك إلى زيادة تأجيل تنفيذ البيانات داخل غرفة المحادثة، ومن ثم يصعب التحدث في الغرف التي يحدث بها تأجيل لتنفيذ للبيانات بشكل كبير.
- بناء نظام يستطيع تقديم تغييرات قليلة (وتأجيل محدود لتنفيذ البيانات) لمجموعة الرسائل التي تحتاج لذلك.
- تشغيل النظام على أساس 1:1 (أن يكون ناتج أمر معين مدخل لأمر آخر، ويسمى ذلك pipe).

يهدف تصميم الATM إلى خلق نظام يساعد على تسهيل التواصل بين نظامين مختلفين. ويجب أن تتكون من خلايا لتتمكن من تقليل فترة تأجيل تنفيذ البيانات، بالإضافة إلى الحصول على حافظة بيانات كبيرة. يقسم نظام الATM جميع البيانات والتيارات الصوتية إلى قطع بحجم 48 بايت، بالإضافة إلى 5 بايت للعنوان لكل قطعة، ومن ثم يمكن تجميع تلك القطع مرة أخرى. وكان اختيار حجم ال48 بايت سياسياً أكثر منه فنياً. عندما قامت اللجنة الاستشارية الدولية للتلغراف والهاتف (الاتحاد الدولي للاتصالات) بوضع القواعد الأساسية لنظام الATM، أراد الشركاء الأمريكيين أن تتكون القطعة من 64 بايت لأن ذلك سيساعد في التوفيق بين نقل البيانات كبيرة الحجم والبيانات الخاصة بتطبيقات الزمن الحقيقي مثل الإشارات الصوتية; بينما أراد الشركاء الأوروبيين تقسيم البيانات إلى مجموعات ذات حجم ال32 بايت لأن الحجم الصغير (وبالتالي نقل أسرع للبيانات) ييسر عمل موانع صدى الصوت الخاصة بالتطبيقيات الصوتية. وبعد المفاوضات، مال معظم الأوروبيين إلى الحجة الأمريكية، ولكن ظلت فرنسا ودول أخرى قليلة في صف الخلايا قصيرة الطول. وباستخدام ال32 بايت، ستتمكن فرنسا من بناء شبكة صوتية تقوم على نظام الATM يمكن من خلالها القيام بالمكالمات الصوتية بين جميع أرجاء الجمهورية دون الحاجة إلى موانع صدى الصوت. وبالتالي، تم اختيار ال48 بايت (مضافاً إليها ال5 بايت الخاصة بالعنوان = 53 بايت) كحل وسط بين الجانبين. وتم اختيار 5 بايت للعنوان لأنه كان يعتقد أن معلومات العنوان تستهلك 10% من حجم البيانات كحد أقصى. يقوم الATM بإرسال تلك الخلايا بشكل نعاقبي متعدد بدلاً من مجموعة البيانات. يؤدي ذلك إلى تقليل أسوأ حالات التغيير بسبب تنافس الخلايا مع بعضها البعض، مما يحد من الحاجة إلى موانع صدى الصوت.

### لماذا الدوائر الحاسوبية؟
يعمل نظام الATM كطبقة نقل معتندة على قناة باستخدام دوائر ظاهرية (VCs). ويندرج ذلك تحت مفهوم المسارات الظاهرية (VP) والقنوات الظاهرية. تحتوى كل خلية تعمل بنظام الATM على معرِّف المسار الظاهري (VPI) بحجم 8 أو 12 بت ومعرِّف القناة الظاهرية (VCI) بحجم 16 بت، ويتم تحديدهما في العنوان الخاص بالخلية. ويقومان معاً بتحديد الدائرة الظاهرية التي تستخدمها الوصلة. ويختلف طول الVPI طبقاً لكيفية إرسال الخلية: إما إرسال الخلية عبر الوسيط بين الشبكة والمستخدم (على حافة الشبكة)، أو عبر الوسيط بين الشبكة والشبكة الأخرى (داخل الشبكة نفسها).
ولأن هذه الخلايا تعبر شبكة الATM، يحدث التحول عن طريق تغيير قِيَم الVPI والVCI (مقايضة التسمية). على الرغم من أن قيم الVPI والVCI ليست ثابتة بالضرورة في طرفي الوصلة، يعد مفهوم الدائرة واحد (على عكس الIP، حيث يمكن لأي حزمة الوصول إلى وجهتها عبر طريق مختلف عن الآخرين).
كما يمكن استخدام الدوائر الظاهرية كطبقة للإرسال التعاقبي المتعدد، مما يسمح بوجود خدمات مختلفة (مثل الصوت، وترحيل الأطر، قنوات N*64، والIP).

### استخدام الخلايا والدوائر الافتراضية الخاصة بالهندسة المرورية
ويشمل مفهوم الATM على العقد المروري. عندما يتم تكوين دائرة الATM، يتم تبليغ كل مُحول داخل الدائرة بطبقة المرور الخاصة بالوصلة.
تُكَوِّن العقود المرورية للATM جزءاً من الآلية حيث تكفل "جودة الخدمة" (QoS). هناك أربعة أنواع أساسية (ومتغيرات عدة)، ولكلٍ منها مجموعة من المعلِّمات التي تصل الوصلة.
1. معدل البت الثابت (CBR): يتم تحديد معدل خلايا الذروة (PCR) الثابت.
2. معدل بت المتغير (VBR): يتم تحديد متوسط معدل الخلية، والذي يمكن أن يصل إلى ذروته عند مستوى معين لفترة زمنية قصوى قبل أن يصبح خطيراً.
3. معدل بت المتاح ABR: يتم تحديد معدل للحد الأدنى المضمون.
4. معدل بت غير المحدد UBR: يتم تخصيص المرور لجميع قدرات الانتقال المتبقية.

يحتوى الVBR على متغيرات الزمن الحقيقي وغير الحقيقي، ويعمل من أجل حركة المرور «المُتَفَجِّرَة». وعادةً ما يتم اختصار مصطلح الزمن غير الحقيقي إلى vbr-nrt.
وتقدم معظم فئات المرور مفهوم السماح بتأخير تغيير الخلايا (CDVT) الذي يحدد «تجميع» الخلايا في الوقت المناسب.
وللحفاظ على العقود المرورية، تستخدم الشبكات نظام "التشكيل المروري"، وهو مزيج من اصطفاف وتحديد الخلايا. وتتطلب السياسة المرورية وجود عقود مرورية.

#### التشكيل المروري
دائماً ما يحدث التشكيل المرورى عند نقطة الدخول إلى شبكة الATM، وتحاول ضمان أن تدفق الخلايا ينطبق مع العقد المروري.

#### السياسة المرورية
وللحفاظ على أداء الشبكة، يمكن أن تقوم الشبكات بمراقبة الدوائر الظاهرية طبقاً للعقود المرورية. وإذا تجاوزت الدائرة العقد المروري الخاص بها، يمكن للشبكة إما أن تسقط الخلايا أو تحددها طبقاً للفقدان الأولي للخلية (CLP) (لتحديد الخلية بأنها غير ضرورية). تعمل السياسة الأساسية على كل خلية، ولكن ذلك يُعد دون المستوى الأمثل لحركة مرور الحزمة المُغلَّفة (حيث أن التخلُّص من خليِّة واحدة سوف يُبطل عمل الحزمة كلها). ونتيجة لذلك، صُمِّمَت خُطط معينة مثل التجاهل الجزئي للحزم (PPD) والتجاهل المبكِّر للحزم (EPD)، والتي ستتجاهل سلسلة كاملة من الخلايا حتى بداية الإطار التالي. ويؤدي ذلك إلى تقليل عدد الخلايا غير المفيدة داخل الشبكة، مما يُوفِّر نطاق عريض للإطارات الكاملة. يعمل كل من الEPD والPPD مع وصلات الAAL5، حيث يستخدمان إطار نهاية البت للكشف عن نهاية الحزم.

### أنواع الدوائر والمسارات الظاهرية
يمكن لنظام الATM بناء دوائر ومسارات ظاهرية ثابتة أو متحركة. تتطلب الدوائر الثابتة (الدوائر الظاهرية الثايتة PVC) أو المسارات (المسارات الظاهرية الثابتة PVP) أن يُنشِيء المُزَوِّد دائرة على شكل سلسلة من الشرائح، بمعدَّل شريحة لكل وسيط تَمُر من خلاله الخلايا.
يتطلب كل من الPVP والPVC جهداً كبيراً في الشبكات الكبيرة، على الرغم من كونها بسيطة نظرياً. كما أنها لا تعتمد نظام إعادة توجيه الخدمة في حالة حدوث أي فشل. وعلى الجانب الآخر، فإن الPVP الذي تم بنائه حركياً (الPVP اللين أو الSPVP) والPVCs أو (الPVC اللين أو SPVCs) تم بناؤه من خلال تحديد خصائص الدائرة (خدمة «العقود») وطرفي النهاية.
وأخيرا، يبني ويهدم نظام الATM الدوائر الظاهرية المُبَدَّلَة (SVC) عندما يطلب الجهاز ذلك. يقوم الSVC بعمل المكالمات الهاتفية عندما تكون محولات شبكة الهاتف مترابطة عن طريق نظام الATM. كما كان الSVC يستخدم في محاولات لاستبدال الشبكات المحلية بنظام الـATM.

### توجيه الدائرة الظاهرية
تستخدم معظم أنظمة الATM التي تدعم الSPVPs والSPVC، وال وSVC وسيط عقدة الشبكة الخاصة أو بروتوكول الوسيط الخاص بين الشبكات (PNNI).
يستخدم الPNNI نفس الخوارزمية التي يستخدمها الفتح أقصر مسار أولا والIS-IS لتوجيه حزم الIP، لتبادل المعلومات الطوبولوجية بين المُحَوِّلات، وتحديد طريق يُوَصِّل للشبكة. ويشمل الPNNI أيضاً آلية تلخيص قوية جداً تسمح ببناء شبكات كبيرة جداً، فضلاً عن خوارزمية التحكم في قبول الاتصال (CAC) التي تُحدد توافر نطاق عريض للطريق المقترح من خلال الشبكة، وذلك لتلبية متطلبات الخدمة من الVC والVP.

### قبول وبناء الاتصال
يجب على الشبكة إنشاء اتصال قبل أن يستطيه الطرفين إرسال الخلايا لبعضها البعض. ويسمى ذلك في نظام الATM دائرة افتراضية (VC). وهناك نوعان من هذه الدوائر: دائرة ظاهرية ثابتة (PVC)، والتي يتم إنشائها نظامياً في الأطراف، والدائرة الظاهرية المُبدَّلة (SVC)، والتي يتم إنشائها حسب حاجة الأطراف المتواصلة. تدير بعض الإشارات عملية إنشاء الSVC. حيث يحدد الطرف الطالب عنوان الطرف المتلقي، ونوع الخدمة المطلوبة، وما إذا كانت المعلِّمات المرورية ستنطبق على الخدمة المختارة أم لا. تقوم الشبكة بعمل «قبول الاتصال» للتأكد من توافر الموارد المطلوبة وومن تواجد طريق للاتصال.

## قراءات أخرى
- عاموس إي جويل الابن، نمط النقل غير المتزامن (مطبعة IEEE، عام 1993)
- مارتن دي بريكير، نمط النقل غير المتزامن.الحلول للشبكة الرقمية ذات النطاق العريض (برنتس هول، 1993)
- توم جولواي، التخطيط وإدارة شبكات الATM. نيويورك: مانينغ، عام 1997. ردمك 132621894.
- بي إس نيلاكانتا: كتاب حول الاتصالات السلكية واللاسلكية لنظام الATM، المبادئ والتنفيذ. مطابع CRC. 2000 ردمك 0 - 8493 - 1805 - X.

## الروابط الخارجية
- منتدى الATM
- معلومات ومصادر حول الATM
- أشكال خلايا الATM - أنظمة سيسكو
- وضع النقل غير المتزامن (ATM) -- أنظمة سيسكو
- ATM ChipWeb -- قاعدة بيانات للChip والNIC
- الNetheads مقابل Bellheads بقلم ستيف شتاينبرغ
- جزء تعليمي من موقع جونيبر
- دروس تعليمية حول الATM
- يمكن لنظام البيلكور MIB تسهيل إدارة الATM
- دليل سيسكو لتكنولوجيا الATM، تحميل PDF